# I-chuan
I-Chuan , I-Ch'uan ou (Yiquan) (意拳), significa  Boxe da Intenção/Pensamento (Yi) também conhecido como, Ta Ch'eng Ch'uan  ou (Dachengquan) (大成拳) (Arte da Grande Realização) é uma arte marcial chinesa desenvolvida pelo mestre chinês Wang Xiang Zhai (1885-1963) por volta de 1920, baseando-se no Hsing-I Chuan (Xingyiquan), Tai Chi Chuan (Taijiquan) e Pa Kua Chang (Baguazhang), estilos internos (Neijia) de Wushu, eliminando tudo que considerava supérfluo.
Wang Xiang Zhai também desenvolveu o famoso método Zhan Zhuang um tipo de meditação praticada em pé, conhecido mais popularmente com o nome Postura da Árvore. O Zhan Zhuang é parte integrante e inseparável do I-Chuan.
Sua base enfatiza o treinamento mental e não apenas fisico, através do qual é possível desenvolver todo potencial humano ao seu nível mais elevado e de forma segura no menor tempo possível. Sendo atualmente considerado o mais eficiente sistema de treinamento de 'energia' (Qi).
O I-Chuan é um método muito particular pois não se assemelha a nenhuma outra arte marcial, não possuindo rotinas fixas as formas (Taolu) ou sequência de movimentos, é totalmente novo, moderno e científico, rompendo com tradições antiquadas e ineficientes e seus conceitos místicos que nada tem a ver com a realidade do combate ou treinamento, o I-Chuan é basedo em ciência de combate e experimentação científica, comprovando a genialidade de seu criador mestre Wang Xiang Zhai.
É muito apreciado em hospitais chineses no tratamento de diversos males da saúde por auxiliar de forma clara e num tempo relativamente curto na melhoria dos pacientes pois, desenvolve a energia vital Chi (Qi) fortalecendo o sistema imunológico e o organismo de forma geral.
Como arte marcial é de extrema eficiência e é bem conhecido na China, que mestre Wang Xiang Zhai jamais foi vencido após desenvolver o I-Chuan, lançou desafios em jornais chineses a quem quisesse testar suas habilidades, enfrentou campeões de outras artes de diversas partes do mundo que o procuravam por sua fama, ninguém jamais obteve sucesso. Após algum tempo passou a colocar seus melhores alunos para lutarem em seu lugar, acaso algum deles fosse vencido então o desafiante enfrentaria mestre Wang o que nunca ocorreu.
Muito praticado em toda Europa e China vem sendo apreciado e difundido pelo mundo, seu sucesso se deve a sua simplicidade e eficiência, no Brasil chegou pelas pelas mãos do mestre Wang Te Cheng (王铁成) no ano de 1986, famoso no Wulin (círculo de artes marciais da China), a responsabilidade atual de divulgação do I-Chuan da linha de mestre Wang Te Cheng é de seu filho mestre Wang Yong Jun.

## Técnicas
É um método simples composto basicamente de sete técnicas :
- Zhan Zhuang (站樁): posturas estáticas.
- Shi Li (試力): testando a força.
- Motsabu (摩擦步): movimentos aderentes dos pés.
- Fa li (發力): emissão de força.
- Shi Sheng (試声): energia vocal.
- Tui Shou (推手): empurrar com as mãos.
- San Shou/Ji Ji Fa (散手): prática de combate.